# もも (歌手)
もも（1993年4月9日 - ）は、日本の歌手、合同会社ゲシュタルト商会代表取締役副社長。音楽ユニット「チャラン・ポ・ランタン」のメンバーで、姉は同じくメンバーの小春。実母はイラストレーター、デザイナー、絵本作家のまつながあき。芸術家の小池健輔は義兄。
本名は松永 もも（まつなが もも）。神奈川県出身。血液型はA型。

## 来歴
1993年4月9日、神奈川県で生まれる。
2009年、姉の小春が自身のインストゥルメンタル・バンド『マイノリティオーケストラ（MINORITY ORCHESTRA）』で初の歌詞付きの楽曲「親知らずのタンゴ」を制作。ボーカルが必要となったことから、実家で暇そうにしていたももがゲスト・ボーカリストとして4月に加入、同年7月19日に姉妹ユニット『チャラン・ポ・ランタン』を結成。2010年2月20日にシングル『親知らずのタンゴ』でデビュー。2014年7月9日に、シングル『忘れかけてた物語』で、チャラン・ポ・ランタンとしてメジャー・デビューを果たした。
2016年、TBS系水ドラ!!『毒島ゆり子のせきらら日記』で、初のテレビドラマ単独出演を果たす。同年10月期のTBS系火曜ドラマ『逃げるは恥だが役に立つ』のオープニングテーマに、自身が作詞を手掛けたチャラン・ポ・ランタン「進め、たまに逃げても」が起用された。女優として活動の機会も増え、2017年のテレビ朝日系帯ドラマ劇場『トットちゃん!』では笠置シヅ子役として出演した。2017年3月14日より一人舞台『チャラン・ポ・ランタンもものひとり芝居 あのさ、生まれ変わったら』を公演。
2021年9月1日、「ソニー・ミュージックアーティスツ」から独立。姉の小春と合同会社ゲシュタルト商会を設立して代表取締役副社長に就任。

## 人物
- 「額が広い」ということを理由に、ライブやメディア出演時は黒髪ボブのウィッグを着用している[12]。
- 歌唱時にいつも抱えているブタのぬいぐるみがトレードマークとなっている。これは、初ライブのリハーサル時におろおろしているのを見かねた小春が、緊張をカバーするために持たせたことに由来している[13]。なお、ブタのぬいぐるみには「白羽くん（しらはくん）」という名前がある[14]。

## 作品
※以下は単独名義での作品を記載。チャラン・ポ・ランタンとしての作品は、チャラン・ポ・ランタン#ディスコグラフィを参照。

### プロデュースなど
- 松井玲奈とチャラン・ポ・ランタン「珈琲とケーキ」 - ボーカル・ディレクション[15]

## 出演
※チャラン・ポ・ランタンとしての出演は、チャラン・ポ・ランタン#出演を参照。

### 音楽番組
- 第75回NHK紅白歌合戦（2024年12月31日、NHK総合・ラジオ第1） - 「椎名林檎ともも」として

### テレビドラマ
- 毒島ゆり子のせきらら日記（2016年4月21日 - 6月23日、TBS） - 来夢 役[8]
- 『I am…』23歳たち「マスタッシュガール」（2024年1月26日配信、FOD / 2月26日〈予定〉、フジテレビ）[16][17][18]

### ラジオ番組
- ARROWS（2022年4月3日 -、J-WAVE） - ナビゲーター[19]

### 映画
- 麻雀放浪記2020（2019年4月5日公開） - ドテ子 役[20]
- アイスクリームフィーバー（2023年7月14日公開） - 双子の赤ちゃんのママ 役[21]

### 舞台
- チャラン・ポ・ランタンもものひとり芝居『あのさ、生まれ変わったら』（2017年3月、劇場MOMO）[22]
- 『Cape jasmine』（2021年10月6日 - 7日、日本青年館ホール）[23]
- KAATキッズ・プログラム2023『くるみ割り人形外伝』（2023年8月5日 - 13日、KAAT神奈川芸術劇場・19日、穂の国とよはし芸術劇場PLAT 主ホール・26日 - 27日、まつもと市民芸術館 小ホール・9月10日、北九州芸術劇場 中劇場）[24]